# يوم العلم (الإمارات العربية المتحدة)
يوم العلم مناسبة وطنية تحتفل بها الإمارات العربية المتحدة في الثالث من نوفمبر من كل عام، تجسد هذه المناسبة مشاعر الوحدة والسلام بين أبناء الإمارات، وتعزيز الشعور بالانتماء للوطن وترسيخ لصورة الإمارات بالإضافة إلى تقديم نموذج على مظاهر التلاحم بين أبناء الوطن.
يوم العلم مناسبة وطنية أعلن عنها الشيخ محمد بن راشد آل مكتوم عام 2012، حيث تزدان دولة الإمارات العربية المتحدة في هذه المناسبة بألوان العلم الإماراتي.
وترفرف في هذا اليوم الرايات فوق كل بيت إماراتي، كما تقام أنشطة وفعاليات على شكل احتفالات، من طرف الدولة ممثلة بحكومتها وشعبها والمقيمين فيها. وتقوم مؤسسات القطاع العام ممثلة في الوزارات برفع الأعلام في هذا اليوم، ثم مؤسسات القطاع الخاص، وبعد ذلك يقوم كافة أبناء الشعب الإماراتي والنساء والأطفال برفع علم الدولة على مختلف المباني في كل إمارة، وذلك استعدادا للاحتفال بهذا اليوم، وتعبيرا عن مدى المحبة والولاء للقيادة الإماراتية.

## علم الإمارات

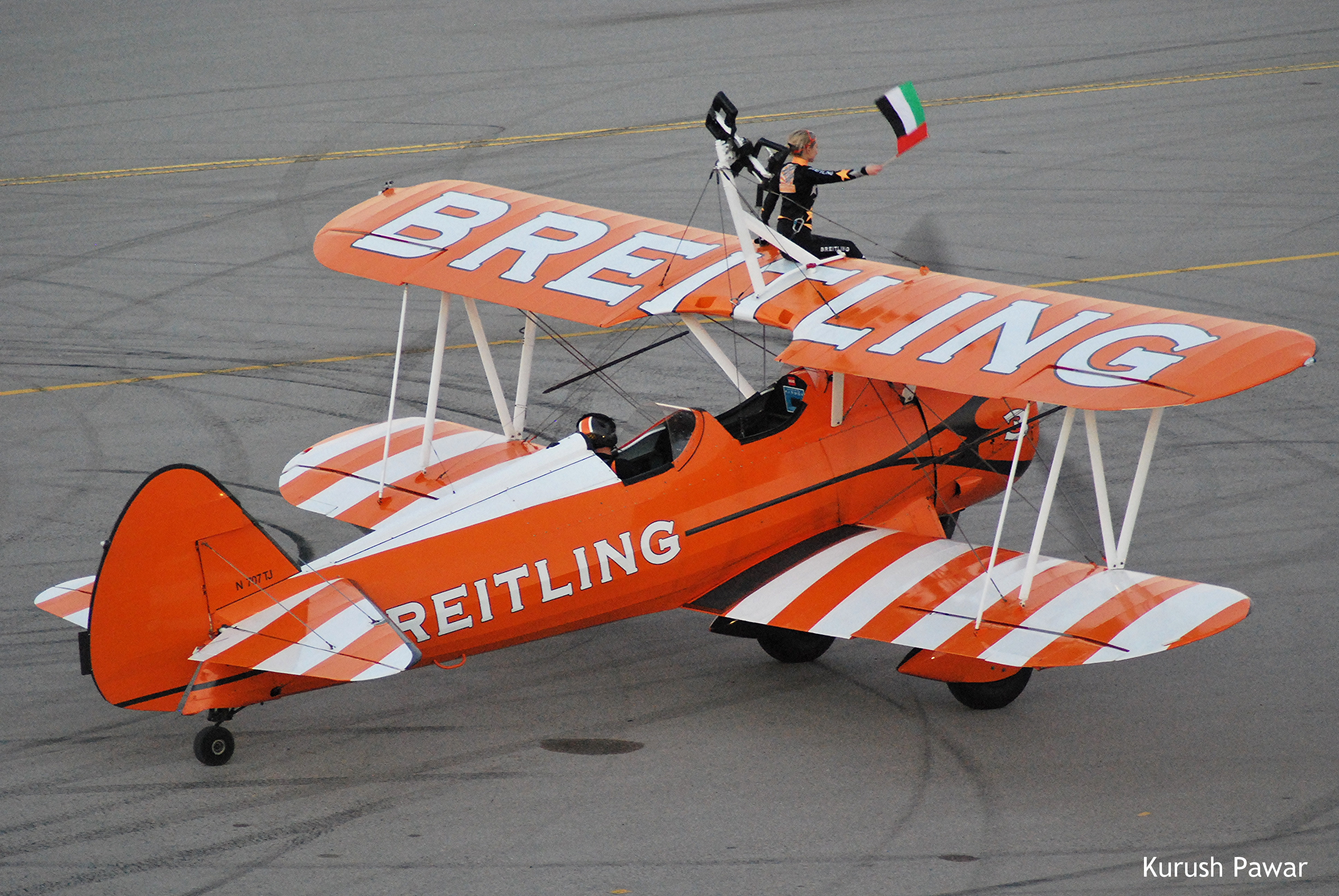
رفع علم الإمارات في استعراض للمشي على الطائرات

علم الإمارات العربية المتحدة الحالي، اعتمد بتاريخ الثاني من ديسمبر العام 1971، حيث رفعه زايد بن سلطان آل نهيان، مؤسس الدولة، بين يديه في اليوم نفسه، معلنا إياه علما لدولة الإمارات العربية المتحدة، كدولة مستقلة ذات سيادة. ويتضمن العلم الوطني الألوان الأحمر والأخضر والأبيض والأسود، التي ترمز للوحدة العربية. وطول العلم نصف عرضه، وصممه الإماراتي عبد الله محمد المعينة، والذي شغل بعدها منصب وزير مفوض في وزارة خارجية الإمارات.
وحمل مرسوم إنشاء العلم، الذي نشر في الجريدة الرسمية، نص القانون الاتحاد رقم (2) لسنة 1971، بشأن علم الاتحاد، مقاييس وشكل العلم، وهو مؤرخ بتاريخ الرابع من ذي القعدة سنة 1391 ه‍جرية، الموافق 21 ديسمبر سنة 1971 ميلادية. فقد نص على أن «يكون علم دولة الإمارات العربية المتحدة على الشكل والمقاييس والألوان التالية: مستطيل طوله ضعف عرضه، ويقسم إلى أربعة أقسام مستطيلة الشكل، القسم الأول منها لونه أحمر بشكل طرف العلم القريب من السارية، طوله بعرض العلم وطول عرضه مساو لربع طول العلم، أما الأقسام الثلاثة الأخرى فهي تشكل باقي العلم وهي أفقية متساوية».
وتجسيدا لأهمية ما يرمز إليه العلم، فقد جرم القانون الاتحادي رقم 2 لعام 1971، في مادته الثالثة، كل من أسقط أو أتلف أو أهان بأية طريقة كانت علم الاتحاد، أو علم إمارة من الإمارات الأعضاء في الاتحاد، أو علم إحدى الدول الأخرى، كراهية أو احتقارا لسلطة الاتحاد، أو الإمارات، أو لسلطة تلك الدول. ويعاقب من يرتكب ذلك الجرم بالحبس لمدة لا تتجاوز ستة أشهر أو بغرامة لا تزيد على ألف درهم إماراتي.

### مسابقة التصميم
يرجع تاريخ تصميم علم دولة الإمارات إلى المصادفة البحتة كما يقول مصممه عبد الله محمد المعينة وذلك عندما قرأ إعلانا عن طرح مسابقة لتصميم علم خاص باتحاد دولة الإمارات وذلك من قبل الديوان الأميري في أبوظبي.

وذلك قبل شهرين من إعلان الاتحاد ليتقدم للمسابقة نحو ألف و30 تصميما تم اختيار ستة منها كترشيح أولي فيما وقع الاختيار نهائيا على الشكل الحالي للعلم وقد استلهم مصمم العلم ألوانه من الأبيات الشعرية التي كتبها الشاعر العربي صفي الدين الحلي ومطلعها: 
ونجحت دولة الإمارات في تطبيق وتحقيق كل ما جاء في أبيات الشاعر، ف‍«بيض صنائعنا» يؤكدها تصدر الدولة كأكبر مانح للمساعدات التنموية على مستوى العالم للعام الثاني على التوالي ما يؤكد التزامها برسالتها الإنسانية العالمية ومبادئها التي تأسست عليها وسعيها لترسيخ مكانتها كعاصمة إنسانية ومحطة خير وغوث ودعم للشقيق والصديق وأن الغرس الإنساني لخليفة الخير والعطاء..
وعندما قال الشاعر «خضر مرابعنا»؛ نجد اليوم مدى التطور الهائل الذي شهدته الإمارات منذ تأسيسها في المجالات كافة وبكل المقاييس التنموية، حيث تمت إعادة هيكلة الاقتصاد الوطني فانتقل من الاعتماد على صيد اللؤلؤ والإنتاج الزراعي المحدود إلى الاعتماد على النفط خلال المراحل الأولى من بناء الدولة..
والثاني من ديسمبر عام 1971 هو التاريخ الذي شهد رفع علم الدولة لأول مرة وكان أول من رفعه الشيخ زايد بن سلطان آل نهيان في «دار الاتحاد» في إمارة دبي وذلك بمناسبة إعلان قيام اتحاد دولة الإمارات العربية المتحدة وبحضور إخوانه المؤسسين وبعد الإعلان عن قيام اتحاد دولة الإمارات توجه الشيخ خليفة بن زايد آل نهيان - ولي العه‍‍د رئيس الوزراء آنذاك - إلى ساحة قصر المنهل العامر وأمر برفع العلم الاتحادي على سارية القصر ورفع اثنان من جنود الحرس الأميري العلم معه ورفع يده بالتحية لعلم الاتحاد الذي رفرف على البلاد لأول مرة وكانت لحظة تاريخية في عمر الوطن.

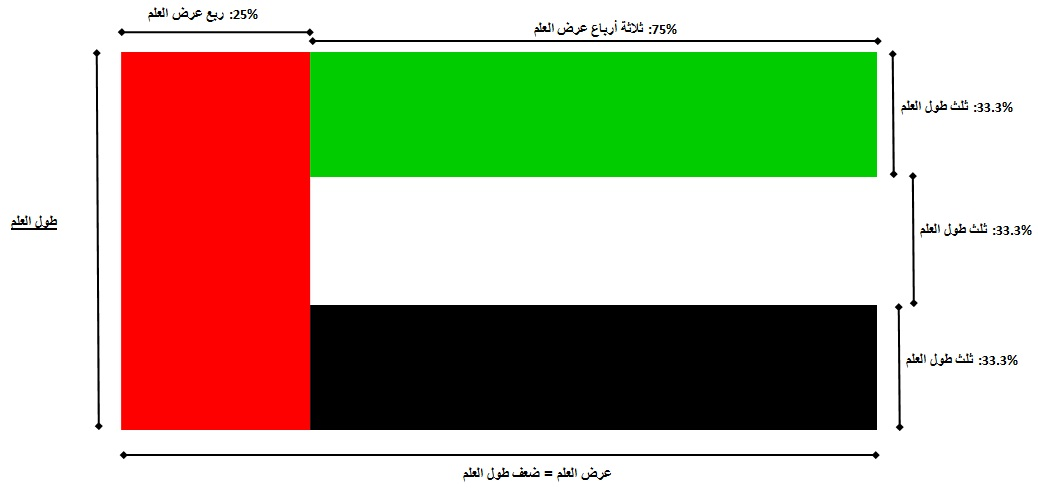
مقاييس علم الإمارات العربية المتحدة

### أنواع علم الدولة ومقاساتها
تختلف أنواع علم الدولة ومقاساتها حسب نوع كل علم كما جاء بالمرسوم الخاص به في القانون الاتحادي رقم 2 لسنة 1971 وذلك كما يلي:
- «علم المباني»؛ وهي أعلام توضع إما فوق المباني الحكومية ويكون مقاسها (3 في 1.5) متر على سارية طولها ما بين (8 و10) أمتار أو تنصب أمامها ويكون مقاسها 21 مترا على سارية طولها ما بين (10 و12) مترا.
- «علم السيارة» ويركب في مقدمة السيارة على يمين السائق ويكون مقاسه (35 في 25) سنتيمترا على سارية طولها 50 سنتيمترا.
- «علم الطائرة» ويوضع على يمين قائد الطائرة ويركب عند هبوطها على أرض المطار ويكون مقاسه (60 في 30) سنتيمترا على سارية طولها متر واحد.
- «علم السفينة» ويرفع على الجزء الخلفي على سارية مائلة للسفينة أثناء وجودها في المياه الإقليمية وعندما تكون السفينة في البحر ويجوز رفع العلم على عمود في وسط السفينة ويكون مقاسه (مترا في مترين) على سارية طولها 2.5 متر.
- «علم القاعات» وهي أعلام يتم وضعها داخل مبنى القاعات أثناء المؤتمرات الدولية أو الاجتماعات الدورية للمنظمات الدولية ويكون مقاسه (مترا في مترين) على سارية طولها من 4 إلى 6 أمتار.
- «علم المكتب» ويوضع خلف المكتب إلى ناحية اليمين «اليمين وهو جالس إلى المكتب» ويكون مقاسه مترا في مترين مرفوعا على سارية طولها 2.5 متر.
- «علم طاولة الاجتماعات» وهي أعلام صغيرة في الحجم يتم وضعها على الطاولة أمام رئيس الوفد ويكون مقاسها 25 في 16 سنتيمترا مرفوعا على سارية طولها 30 سنتيمترا.
- «أعلام الزينة والمراسم والطوابير» التي توضع على أعمدة الإنارة أو محاذاة الطريق والأعلام الصغيرة التي يتم حملها عند استقبال ضيوف الدولة أو في المناسبات الوطنية وتكون مقاسات أعلام المراسم والطوابير (120 في 95) سنتيمترا مرفوعا على سارية طولها 2.20 متر، في حين أن أعلام الزينة ليس لها مقاسات محددة ولكن لا بد من مراعاة الأبعاد الخاصة بالعلم.[4]

## فعاليات الاحتفال
تشهد دولة الإمارات العربية المتحدة، عدة فعاليات وأنشطة، احتفاء بعلم الدولة. حيث يتم تزامنا مع رفع العلم غناء النشيد الذي لحنه الموسيقي سعد عبد الوهاب، وتم اعتماد كلماته في عام 1996 التي كتبها الشاعر الإماراتي عارف الشيخ عبد الله الحسن.
وفي إطار الاحتفال بعيد العلم، أطلق الشيخ محمد بن راشد آل مكتوم قصيدة بعنوان «يا علمنا»، غناها الفنان الإماراتي حسين الجسمي.
وتولي القيادة السياسية لدولة الإمارات اهتماما كبيرا للحدث الوطني، «يوم العلم»، وفي هذه المناسبة حرص الشيخ محمد بن راشد آل مكتوم، نائب رئيس الدولة رئيس مجلس الوزراء حاكم دبي، على بدء حملة شعبية للاحتفاء بالمناسبة التي توافق الثالث من شهر نوفمبر. والتي تصادف ذكرى تولي الشيخ خليفة بن زايد آل نهيان، رئاسة الدولة والذي اعتمده مناسبة وطنية سنوية اعتبارا من عام 2013.
وتتضمن الحملة عددا كبيرا من الأنشطة والفعاليات منها معرض للمشاركات الفنية لفناني الإمارات عن علم الدولة ومسابقات للشعر النبطي والفصيح، إضافة إلى المسابقات الثقافية والإذاعية من خلال الأسئلة التي تطرح على أثير العديد من الإذاعات الوطنية في الدولة لمشاركة أكبر شريحة من المجتمع، بجانب ورش عمل للتوعية بأهمية العلم وسبل المحافظة عليه ومعلومات عن استخدامه وغيرها الكثير من الفعاليات، فضلا عن توزيع الهدايا التذكارية والمطبوعات التي تحتوي على معلومات عن الحملة وأهدافها.
كما تقوم الدوائر والوزرات الاتحادية عبر مبانيها كافة برفع علم الدولة بشكل متزامن، كإشارة لتوحيد علم الإمارات عبر أراضيها ومبانيها كافة، وتبين مدى الحرص على بناء الدولة، والنهوض بها.
علاوة على ذلك، تحتفل القيادة العامة للقوات المسلحة الإماراتية ب‍«يوم العلم» حيث تقوم القوات المسلحة الإماراتية، برفع علم دولة الإمارات في مقر معسكر المقطع بأبوظبي، بالتزامن مع كافة تشكيلات القيادة العامة ووحداتها، وذلك بحضور عدد من ضباط وضباط صف وأفراد ومجندات القوات المسلحة. وكذا. فإن جل سفارات الإمارات وبعثاتها الديبلوماسية تحتفل بيوم العلم بالخارج.

## مشاركات
في 2013، أطلقت مؤسسة «وطني الإمارات» مجموعة من الفعاليات الوطنية والمجتمعية تمتد طيلة أيام الشهر الحالي تحت شعار «هذا علم داري..وهذا أساسي»، وتهدف إلى تعزيزانتماء أبناء ام الدولة، وتعميق مقومات المواطنة الصالحة، وولاء أبناء الوطن لمرتكزات اتحاد دولة الإمارات العربية المتحدة.
وفي احتفاليات 2014، قال إبراهيم المناعي أمين سر جمعية البيت المتوحد أن البيت الإماراتي يشهد اليوم، روحا عالية بمناسبة يوم العلم. ونفس العام قامت مجموعة إم بي سي بمشاركة الشعب الإماراتي احتفالهم ب‍«يوم العلم» ورفع علم الدولة شامخا في حرم مبنى المجموعة تحت تغطية إعلامية من القناة ومن برنامج «صباح الخير يا عرب». واحتفل موظفو المبنى بهذه المناسبة، وشاركوا الإمارات فرحتها بهذا اليوم الذي يحمل كل معاني الوحدة والاتحاد والتلاحم لعيال زايد. ويمثل هذا التاريخ لمواطني الدولة فكرة الترابط الذي سار عليه مؤسسو الوطن ورؤيتهم التي سبقت الحاضر.
وفي 2015، تزامنت أولى جولات مبادرة «دمي لوطني» بالمؤسسات والدوائر الحكومية مع يوم العلم. وبدأت الجولة بمقر مؤسسة دبي للإعلام، التي تزاحم موظفوها بالعشرات على بنك الدم المتنقل للتبرع بالدم. وعبر الموظفون من المواطنين والمقيمين عن سعادتهم للتبرع بالدم في يوم العلم، مؤكدين أنه أبسط تعبير عن حبهم لبلدهم.

## يوم العلم في عجمان
يوم العلم في عجمان هو أحد أهم الاحتفاليات الثقافية في إمارة عجمان بدولة الإمارات العربية المتحدة. ويحظى برعاية خاصة من الشيخ حميد بن راشد النعيمي وحرمه الشيخة فاطمة بنت زايد بن صقر آل نهيان.
بدأ تنظيم احتفال يوم العلم في إمارة عجمان في عام 1983 ويهدف الاحتفال إلى تكريم بعض الفئات الفاعلة والمتميزة من أفراد ومؤسسات لها الريادة والتميز في عمل الخير على مستوى دول مجلس التعاون الخليجي.